# Vereenigde Zeeuwsche Compagnie

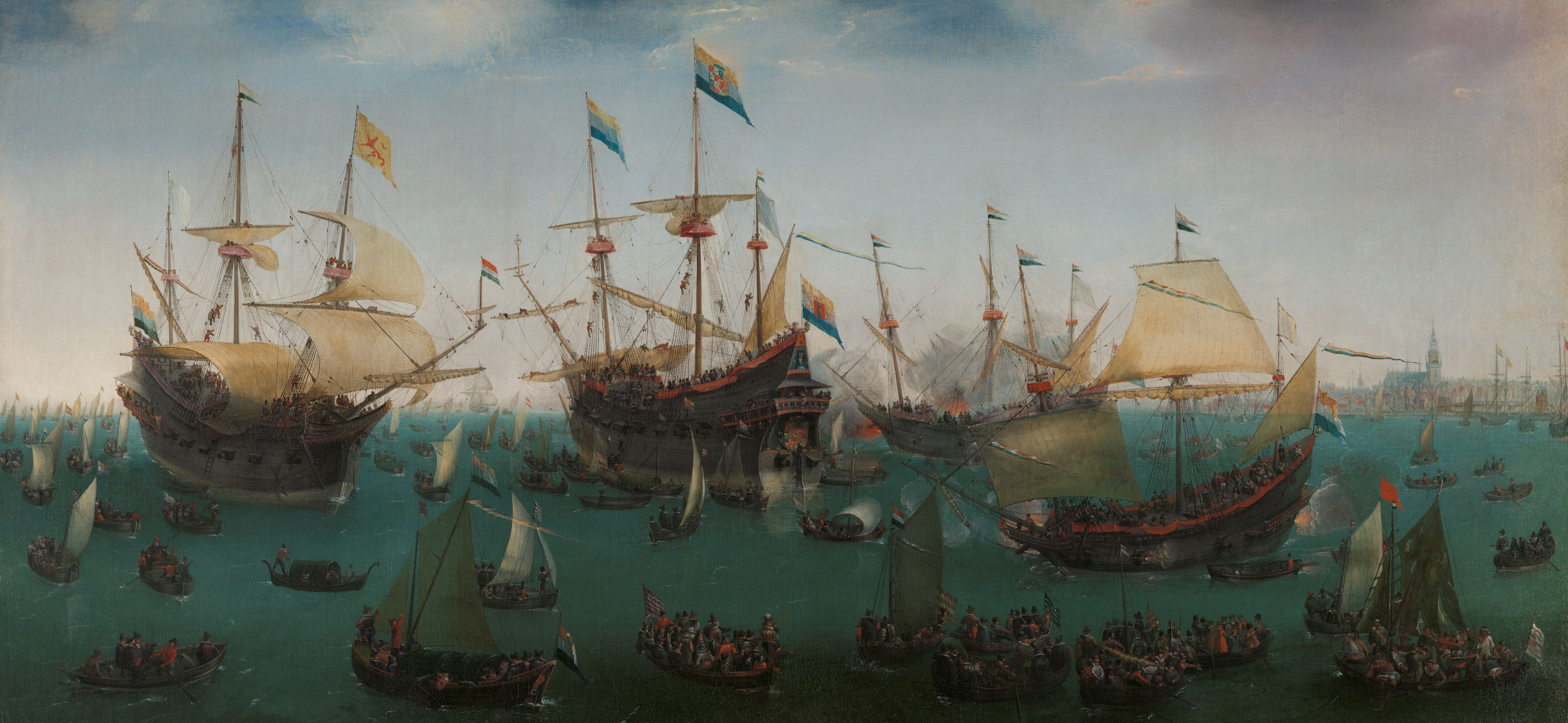
Terugkeer van de tweede Azië-expeditie van Jacob van Neck in 1599 door Cornelis Vroom (ca. 1591-1661)

De Vereenigde Zeeuwsche Compagnie of Verenigde Zeeuwse Compagnie - was een voorcompagnie van de Republiek der Zeven Verenigde Nederlanden. De Verenigde Zeeuwse Compagnie was een samenwerking tussen de Middelburgsche Compagnie van Adriaen Hendricksz ten Haeff, burgemeester van Middelburg en enkele vennoten van de Veersche Compagnie. De expeditie vertrok op 28 januari 1601 onder leiding van Gerard le Roy en Laurens Bicker en bestond uit de schepen Zeelandia, Langebarke, Zon en Middelburg. 

## Expeditie
Op 28 januari 1601 vertrokken de schepen naar Indië. De reis verliep voorspoedig. Een goede relatie met de sultan van Atjeh bood de compagnie allerlei voordelen. Zo mocht de compagnie een factorij op het eiland stichten, werd Frederik de Houtman (die gevangen zat op het eiland) weer vrijgelaten en werd er een gezantschap van de sultan mee terug genomen naar Nederland. Op 2 mei 1603 was de volledige vloot, volgeladen met specerijen, terug in Middelburg nadat er onderweg een Portugees galjoen buit was gemaakt. Deze reis was de eerste en de laatste reis van de Verenigde Zeeuwse Compagnie, aangezien de compagnie opging in de VOC.